# María Luisa Rendón Martell
María Luisa Rendón Martell (La Havana,13 setembre 1909 - Cadis, 1981) fou una dona republicana, activista del PCE, UGT i Socors Roig i lider de moviments obreristes. Víctima de la Repressió Franquista, patí la presó i l'afusellament del marit, pare i germana. En recuperar la llibertat, exercí de practicant i llevadora.

## Biografia
Nascuda a l'illa de Cuba, era filla de Francisco Rendón Sanfrancisco i Julieta Martell Arriet, tenia una germana, dos anys més gran, que es deia Milagros. Poc després del seu naixement, va morir la mare. El pare, rellotger i plater de professió, va tornar a Espanya i es va instal·lar a Cadis, on va obrir una establiment i poc després es va tornar a casar. El 1913 va morir la segona muller i María Luisa Rendón, de salut fràgil, va estar un temps ingressada en un sanatori a Chiclana. Francisco Rendón, d'ideari comunista, tenia un gran interès en l'educació de les filles. Als inicis de la dècada de 1920, les va matricular a l'Escola d'Arts i Oficis, que depenia de la Universitat de Sevilla. Més tard, Rendón, conegut com el rellotger, es va traslladar al carrer Alfonso el Sabio, núm. 3, on va fundar una coneguda rellotgeria i plateria anomenada La Central.
El 1923 va arribar a Cadis des de Fuentecén (província de Burgos) Daniel Ortega Martínez, un jove estudiant de medicina, que es va costejar la carrera treballant de mecànic. Procedent de les Joventuts socialistes, s'havia unit al Partit Comunista i ja tenia un càrrec dirigent. Company i amic de Francisco Rendón, va conéixer María Luisa i es van casar el 1928; ella tenia divuit anys i ell trenta. Es van instal·lar al Puerto de Santa María, on Ortega va obrir la seva primera consulta al carrer San Bartolomé. El 1929 va néixer Daniel, el primer fill i més endavant es van traslladar al carrer Riego,18 (actualment Santa Lucía). El 1933 va néixer el segon fill: Juan.
Ortega, a part d'exercir la medicina, va desenvolupar una important tasca política i va impulsar l'organització de la UGT i la fundació del Socors Roig a la província de Cadis. El 1931, després de la proclamació de la Segona República Espanyola, es va presentar a les eleccions generals per la província de Còrdova, el 1933 a les legislatives per Cadis i el 1936 va ser elegit diputat al Parlament, formant part de la coalició del Front Popular. El fet que la família Ortega-Rendón, amb un bon nivell econòmic i prestigi social, fossin comunistes i donessin suport als moviments obrers i les vagues, va ser molt reprovat pels sectors immobilistes de l'època.
El 18 de Juliol de 1936, amb el sollevament de les tropes del general Franco, Daniel Ortega es va traslladar a Madrid i s'incorporà a l'exèrcit republicà com a conseller civil i comissari polític de l'Estat Major Central, essent un dels creadors del Quinto Regimiento.
El mateix 18 de juliol, a la seu del Govern Civil de Cadis, un centenar de persones, entre les quals hi havia el pare de María Luisa Rendón i la seva germana Milagros, taquimecanògrafa de vint-i-nou anys, van intentar resistir per mantenir la legalitat republicana.
El 19 de juliol, un cop sufocada la resistència republicana, La ciutat va ser presa per l'Exèrcit Nacional, que va desencadenar la barbàrie i el pillatge contra la població civil, essent especialment sagnants els actes comesos pels mercenaris marroquins i els falangistes. La rellotgeria-plateria va ser saquejada i l'habitatge, destruït. Francisco Rendón va ser detingut i traslladat a la presó provincial. Sotmès a judici sumaríssim, va ser afusellat el 9 d'agost de 1936. La seva filla Milagros Rendón Martell, única dona acusada pels mateixos fets, va ser vexada, empresonada i afusellada el 31 d'agost, deixant el marit José Rubio Quintana i la filla Natividad, nascuda el 1935, que va morir aviat.
El 24 de Juliol, María Luisa Rendón va ser arrestada al seu domicili i el 26 internada a la presó del Puerto de Santa María, quedant els fills, de 3 i 7 anys amb la criada Mercedes Gatica. Més endavant va ser traslladada a la presó de Cadis i els nens ingressats en un convent de monges carmelites, on van ser batejats. El novembre de 1936, van ser internats a l'orfenat de La Casa Matriz de los Expósitos.
El 17 maig 1937 es va iniciar el Procediment Sumaríssim d'Urgència contra Rendón, amb l'acusació d'haver d'organitzat les dones de la Casa del Pueblo, donat suport a les vagues, encoratjat les Joventuts Marxistes i haver participat en sortides a la platja que atemptaven contra la moral. Va ser condemnada a dotze anys de presó. Durant el seu captiveri, llarg i complicat, va patir constants assetjaments i tortures psicològiques. El setembre de 1936, va ser informada de les execucions del seu pare i germana i va patir vexacions i un simulacre d'afusellament per part del comandant Luis Martos, que li va causar un atac de cor. També li van ser espoliats els bens materials i va perdre la custòdia dels fills.
A primers de març de 1939, el coronel Segismundo Casado, amb el suport dels socialistes Julián Basteiro i Wenceslao Carrillo i els anarquistes Cipriano Mera i Melchor Rodríguez, van conspirar i pactar amb els integrants de la Cinquena columna de Madrid la rendició de la República. Daniel Ortega i diversos membres de les Joventuts Socialistes van ser traïts i entregats als Franquistes.
El 13 de juny de 1940, María Luisa Rendón va ser traslladada a la Presó de Dones de les Corts i el 24 de juliol, a la Presó Central de Girona. El 16 de març de 1941, Daniel Ortega va ser sentenciat a mort en un consell de Guerra presidit per Manuel Aldayturriaba Prats. El 30 de juny de 1941, Rendón va ser novament enviada a la Presó de les Corts de Barcelona i el 7 d'agost, informada de l'afusellament del seu marit a Cadis.
El 1942, acollint-se a la redempció de pena pel treball, va acceptar de treballar a les oficines del Reformatori de dones d'Alcalá de Henares. El 1943 va treballar a la presó de Guadalajara i va aconseguir que Juan Gómez Rendón, el seu cosí, fos nomenat tutor dels seus fills.
El 15 juliol 1943, va ser traslladada als tallers de costura de la Presó de dones de Ventas de Madrid i el 10 d'agost, va sortir en llibertat condicional, però amb desterrament, fet que la va obligar a residir temporalment a Madrid. Finalment, després de set anys de separació, a l'abril de 1944 es va poder reunir amb els fills.
El 1945 va tornar a Cadis, on va refer la seva vida i es va casar amb Sebastian Romero Cano, amb el qual va tenir dues filles. Van viure a Madrid, Saragossa, Barcelona i València fins que el 1957 la família, menys el fill gran, va tornar a Cadis, on Rendón, malgrat la seva precària salut, va exercir de llevadora i practicant. Va morir el 4 de gener de 1981 i va ser enterrada al cementiri de San José de Cadis.

## Reconeixements
El setembre de 1999, els dos fills de Daniel Ortega Martínez i les dues filles del segon matrimoni de María Luisa Rendón van fer incinerar les restes dels seus pares i van llençar les cendres a la badia de Cadis.
El 8 de març 2016, amb motiu del Dia Internacional de les Dones, la Fundació Rosa Luxemburgo va col·locar una placa commemorativa a l'edifici dels Sindicats del Puerto de Santa María, on havia estat ubicada l'antiga Casa del Pueblo. Més tard, a la Fundació Rafael Alberti, va tenir lloc la presentació del llibre María Luisa Rendón Martell (1936-1981) Movimiento obrero y represión franquista en el Puerto de santa Maria, fruit de les investigacions de Manuel Alminsa, José Luis Gutiérrez, Santiago Moreno Tello i Fernando Romero, amb la col·laboració de Pura Sànchez i Javier Maldonado.
El 2017 es va estrenar el documental María Luisa Rendón: La Utopía truncada i el 2018 Daniel Ortega Martínez, el metge comunista i proletari, va ser anomenat fill adoptiu del Puerto de Santa María.
El 2019 l'Ajuntament de Cadis va dedicar un carrer a Milagros Rendón i va inaugurar una ruta de memòria històrica per homenatjar les víctimes del franquisme.